# Princess and the Pony
Pour plus de détails, voir Fiche technique et Distribution.
Princess and the Pony (également connu sous le nom de 1st Furry Valentine) est un film américain de 2011 de The Asylum.

## Synopsis
Afin de protéger son identité, la jeune princesse Evelyn (Fiona Perry) est envoyée vivre avec des parents éloignés en Amérique. Elle a d’abord du mal à s’adapter à la vie en ville jusqu’à ce qu’elle se lie d’amitié avec un poney retenu captif par un propriétaire de carnaval louche.

## Distribution
- Fiona Perry : Princesse Evelyn Cottington
- Bill Oberst Jr. : Theodore Snyder
- Bobbi Jo Lathan : Aunt Fay
- Ron Hajak : Lawrence
- Aubrey Wakeling : Fernando
- Alison Lees-Taylor : Velora
- Jonathan Nation : Sheriff Bartelbaum
- Olivia Stuck : Becky
- Kim Little : Queen Matilda
- Brian Ibsen : Roberts
- Michael William Arnold : Timmy
- Twinkie : Echo le Ponry

## Réception critique
Common Sense Media a donné une étoile au film et l’a critiqué pour avoir « une quantité choquante de violence pour un film présenté comme divertissement familial ». En revanche, la Fondation Dove a évalué le film favorablement et a déclaré qu’il s’agissait d’un « film divertissant pour toute la famille » et lui a donné le sceau Dove « approuvé par la famille ».